# 17516 Kogayukihito
17516 Kogayukihito è un asteroide della fascia principale. Scoperto nel 1992, presenta un'orbita caratterizzata da un semiasse maggiore pari a 2,5374955 UA e da un'eccentricità di 0,1780758, inclinata di 3,78339° rispetto all'eclittica.